# Ecnomiohyla rabborum
Ecnomiohyla rabborum (лат.) — вероятно, вымерший вид бесхвостых земноводных из семейства квакш (Hylidae). Эндемик Панамы.
Назван в честь защитников природы и герпетологов Джорджа (George B. Rabb, 1930—2017) и Мэри Рабб (Mary Sughrue Rabb, 1929—2006).
Длина тела самцов 62—97 мм, самок — 61—100 мм. Верхняя часть тела коричневого или зеленовато-коричневого цвета, текстура кожи зернистая. Пальцы на конечностях большие, уплощённые, снабжённые присосками. Плавательные перепонки хорошо выражены.
Естественный ареал вида находится в провинциях Кокле и Панама Республики Панама. Е. rabborum обитает в лесах на высоте от 900 до 1500 метров над уровнем моря.
Е. rabborum активен ночью. Вероятно, пик репродуктивной активности приходится на начало сезона дождей (март — май). Самки откладывают около 60—200 яиц в наполненные водой части растений выше уровня воды и сразу покидают места кладок. Самцы не только не охраняют кладку, но зачастую поедают появившихся из неё головастиков.
После заражения хитридиомицетным грибком Batrachochytrium dendrobatidis популяция вида стала быстро уменьшаться. Последнее известное наблюдение лягушки в дикой природе было в 2007 году. Последняя известная особь — взрослый самец, живший в ботаническом саду в Атланте. Он умер в 2016 году.